# Bathymedon obtusifrons
Bathymedon obtusifrons är en kräftdjursart som först beskrevs av Hansen 1887.  Bathymedon obtusifrons ingår i släktet Bathymedon och familjen Oedicerotidae. Arten är reproducerande i Sverige. Inga underarter finns listade i Catalogue of Life.